# Yusuf al-Mutaman

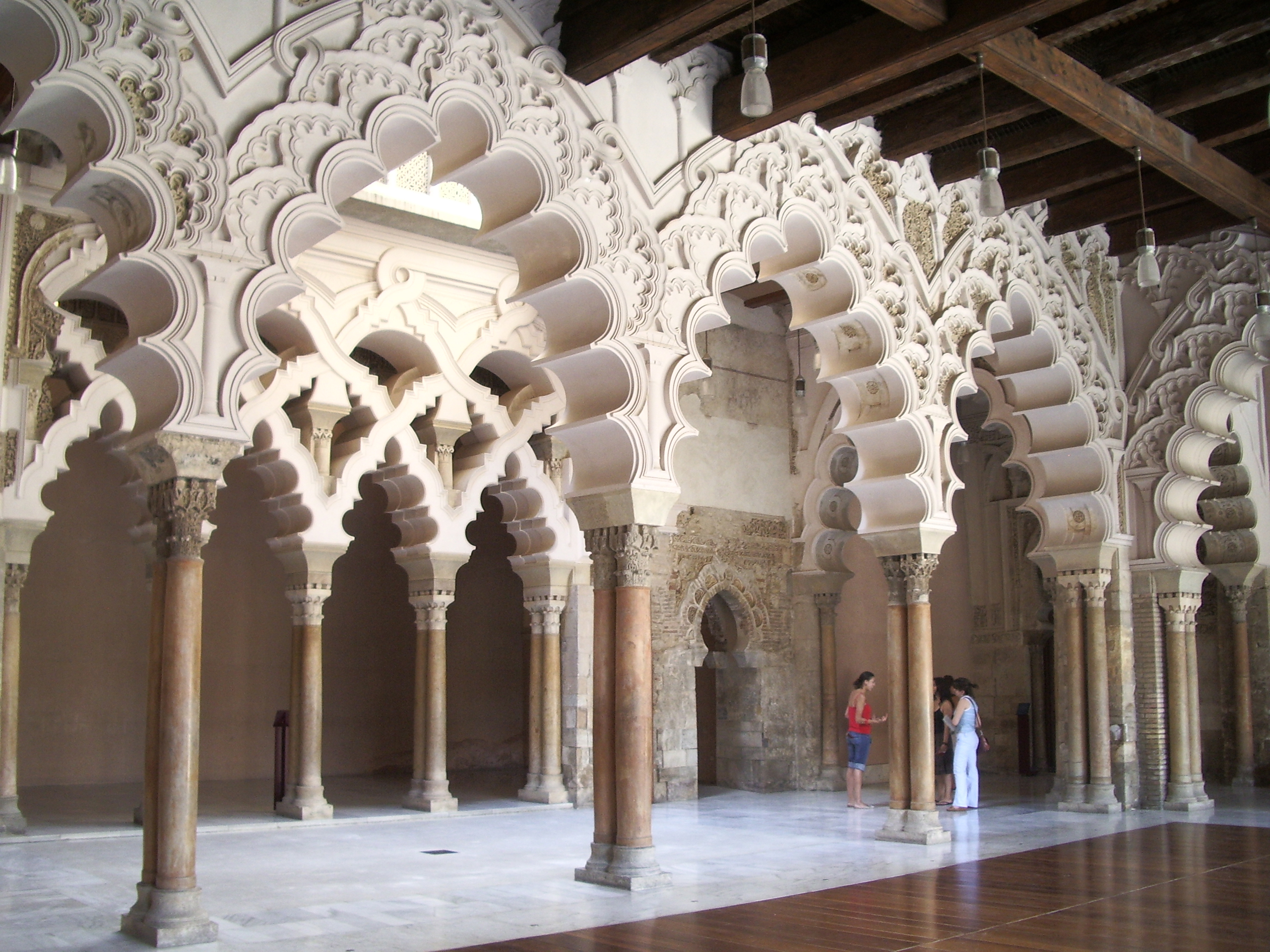
Im Innern der Aljafería, nördliche Stirnseite

Yusuf ibn Ahmad, arabisch يوسف بن أحمد, DMG Yūsuf b. Aḥmad, war zwischen 1081 und 1085 (oder 474 bis 478 nach der Islamischen Zeitrechnung) der dritte Emir der Hudiden im Taifa-Königreich von Saragossa.

## Biographie
Yusuf ibn Ahmad, mit vollständigem Nammen arabisch أبو عامر يوسف بن أحمد بن هود المؤتمن, DMG Abū ʿĀmir Yūsuf b. Aḥmad b. Hūd al-Muʾtaman, war einer der beiden Söhne von Ahmad I. al-Muqtadir. Er wurde wahrscheinlich im Festungspalast Aljafería in Saragossa geboren, sein genaues Geburtsdatum ist aber nicht bekannt. Als er seinem Vater nach dessen Ableben 1081 auf den Thron folgte, befand sich die Taifa von Saragossa auf ihrem glänzenden Höhepunkt moslemischer Kultur. Ahmad I. al-Muqtadir hatte das Taifa-Königreich wie folgt unter seine beiden Söhne aufgeteilt: Yusuf ibn Ahmad erhielt die Westhälfte mit Saragossa, Tudela, Huesca und Calatayud, wohingegen seinem Bruder al-Mundir die Osthälfte an der Mittelmeerküste mit Lleida, Monzón, Tortosa und Dénia zugeteilt wurde.
Yusuf al-Mutaman war ein gebildeter und weiser Herrscher, der Wissenschaften, Philosophie und Künste beschützte. Er selbst beherrschte Astrologie, Philosophie und vor allem Mathematik – auf letzterem Gebiet veröffentlichte er sogar ein eigenes Buch. Er setzte die Bemühungen seines Vaters fort und scharte Intellektuelle um sich, die in der wunderschönen Aljafería verweilten, dem «Palast der Freude».

### Kriegerische Auseinandersetzungen mit Aragón

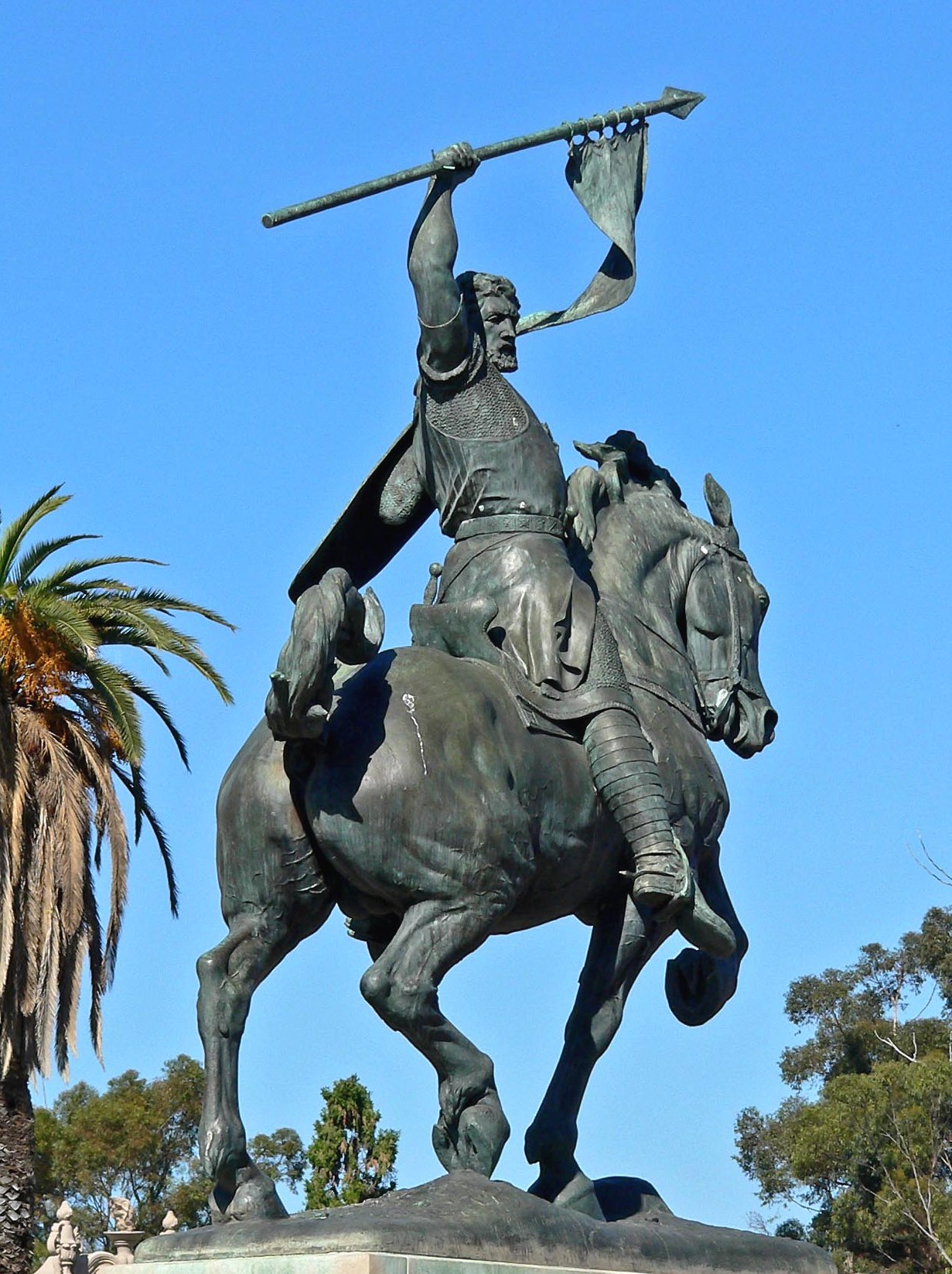
Reiterstandbild El Cids im Park von Balboa

Die erste Herausforderung für Yusuf ibn Ahmad war, der Bedrohung durch den König von Aragón Sancho I. zu widerstehen, da dieser sein Herrschaftsgebiet auf Kosten der Taifa von Saragossa nach Süden ausdehnen wollte.
Yusuf ibn Ahmad wusste in dieser Auseinandersetzung die Söldnertruppen des Rodrigo Díaz de Vivar, besser bekannt als El Cid, auf seiner Seite. Dieser kastilische Adlige war von seinem König Alfons VI. verbannt worden, da er gegen die Interessen des Königs auf eigene Faust Überfälle in der Taifa von Toledo durchgeführt hatte, obwohl letzteres dem kastilischen König Tribut zahlte und aus diesem Grund nicht hätte angegriffen werden dürfen. El Cid bot daher im Jahr 1081 seine Dienste Ahmad I. al-Muqtadir an und blieb auch seinem Sohn Yusuf ibn Ahmad während seiner relativ kurzen Regierungszeit treu. Er sollte seinen Dienst erst im Jahr 1086 quittieren, als Saragossa von Alfons VI. belagert wurde.
El Cid konnte die Truppen Aragóns bis 1083 aufhalten, bis Sancho I. im selben Jahr die zum Schutz der Städte in der Taifa von Saragossa angelegte Festungslinie einnahm. Darunter Festungen wie das im Osten gelegene Graus (das eine Bedrohung für Barbastro darstellte), Ayerbe, Bolea und Arascués (als Abschreckung für Huesca) und das Tudela vorgelagerte Arguedas. Sancho I. bedrohte ferner mehrere Orte bei La Sotonera und in der Ebene von La Violada wie beispielsweise Almudévar, Barbués, Sangarrén, Tabernas und Vicién und machte sie tributpflichtig.

### Streitigkeiten mit benachbarten Taifas
El Cid hatte außerdem den Auftrag, sich die vom Bruder al-Mundir regierten Ostterritorien anzueignen, da dieser sich mit Aragón verbündet hatte. An der Grenze zwischen den beiden Teilreichen kam es zwar laufend zu kriegerischen Handlungen, es gelang aber keinem der beiden Brüder, die väterlichen Stammlande wieder zu vereinen. El Cid unternahm daraufhin einen Kriegszug gegen das von al-Mundir verteidigte Lleida, wobei jedoch der Graf von Barcelona Berengar Raimund II. und der König von Aragón Sancho I. auf al-Mundirs Seite standen. El Cid verstärkte zwischenzeitlich die Festungen Monzón und Tamarite de Litera. In der Schlacht bei Almenar gelang es dann seinem Heer, die Koalitionstruppen von al-Mundir und Berengar Raimund II. in die Flucht zu schlagen und den Bruder von Berengar Raimund II. gefangen zu nehmen.
Zu diesem Zeitpunkt komplottierte Yusuf al-Muzaffar, der Onkel von Yusuf al-Mutaman, zusammen mit einem gewissen Albofalac (oder Abu-l-Dschalaq). Yusuf al-Muzaffar war vormals Emir von Lleida gewesen, wurde aber dann von seinem Bruder, Ahmad I. al-Muqtadir, vom Thron gestürzt und in der Festung Rueda de Jalón eingekerkert. Die Verschwörer bekamen außerdem Unterstützung vom König von Kastilien Alfons VI., der sich im September 1082 mit einem starken Heer in Richtung Rueda in Bewegung setzte. Begleitet wurde Alfons VI. von Ramiro aus Pamplona, einem Sohn von Sancho III., und dem Kastilier Gonzalo Salvadórez. Yusuf al-Muzaffar verstarb aber bereits gegen Ende des Jahres, so dass der Kastellan Albofalac jetzt plötzlich die Seiten wechselte. Er ging sogar so weit, dass er die Kastilier in einen Hinterhalt lockte und sowohl Ramiro als auch Gonzalo tötete.
Im Jahr 1084 wurde El Cid beauftragt, bei Morella anzugreifen. Gegen den Eindringling erhielt al-Mundir, der Lleida, Tortosa und Dénia unter Kontrolle hatte, erneut Hilfe von Sancho I. von Aragón. Am 14. August 1084 trafen die beiden Heere bei Morella (oder auch bei Olocáu del Rey) aufeinander. El Cid trug in der Schlacht bei Morella einen brillanten Sieg davon und konnte mehrere aragonesische Adlige gefangen nehmen, darunter den Bischof von Roda, Raimund Dalmacio, und den Grafen von Navarra Sancho Sánchez de Erro.
Yusuf al-Mutaman versuchte auch, bessere Beziehungen zu seinem Vasallen Abu Bakr, dem Emir von Valencia, durch seine Heiratspolitik herzustellen. Der Emir von Valencia war aber in einem komplizierten Bündnissystem verstrickt. Alfons VI. hatte sodann al-Qādir, dem Emir von Toledo vorgeschlagen, Abu Bakar mit seiner Hilfe aus Valencia zu verjagen, erwartete aber als Unterpfand die Stadt Toledo. Tatsächlich konnte Alfons VI. Toledo im Jahr 1085 einnehmen. Dies war ein schwerer Schlag für Yusuf al-Mutaman, da die Taifa von Saragossa jetzt vom traditionellen Landweg zum restlichen al-Andalus abgeschnitten war und dieses nur noch über Valencia und die Levante erreichen konnte.

### Mathematiker

Der Satz von Ceva, der von Yusuf al-Mutaman bereits gegen Ende des 11. Jahrhunderts entdeckt worden war

Das mathematische Hauptwerk von Yusuf al-Mutaman war sein Buch der Perfektion und der optischen Erscheinungen, arabisch كتاب الستكمال والمناظر, DMG Kitāb al-istikmal wa-l-munāẓir. Dieses Sammelwerk enthielt griechische Mathematik von unter anderen Euklid und Archimedes, Lehrsätze von Thābit ibn Qurra, der Gebrüder Banu Musa und von Alhazen sowie eigene Sätze. Maimonides ist es zu verdanken, dass sein Buch nach Ägypten gelangte, von wo aus es im 14. Jahrhundert bis nach Bagdad weitergereicht wurde. Seine Verbreitung blieb auf die Welt des Orients beschränkt und hatte auf das christliche Abendland so gut wie keinerlei Einfluss.
Von seinem Buch sind heute nur noch zwei Kopien vorhanden. Eine Kopie wurde 1985 in Istanbul in der Bibliothek des Askerî Müze aufgefunden. Sie stammte aus der Bibliothek des ottomanischen Sultans Mehmed II., die dann auf seinen Sohn Bayezid II. übergegangen war. Später wurde noch eine zweite Kopie in Kairo entdeckt.
Das Buch behandelt die irrationalen Zahlen, Kegelschnitte, die Quadratur parabolischer Kurvensegmente, Volumen und Flächeninhalte verschiedener geometrischer Objekte und – neben anderen mathematischen Problemen – den Verlauf der Kreistangente.
In seinem Buch versucht Yusuf al-Mutaman eine aristotelische Klassifizierung der Mathematik. Die Klassifizierung beinhaltet ein Kapitel über Arithmetik, zwei Kapitel über Geometrie sowie zwei weitere Kapitel über Stereometrie. Er ist der erste Mathematiker, der den Satz von Giovanni Ceva lange vor diesem ausformuliert hatte. 
Der in Cevas Werk De lineis rectis von 1678 beschriebene Satz lautet wie folgt: 

„Ein Dreieck mit den Endpunkten ABC wird an seinen Seiten BC, CA und AB von den Punkten D, E, und F unterteilt. Zu diesen Seitenpunkten werden die Geraden AD, BE und CF gezogen. Die drei Geraden treffen sich nur dann in einem Punkt, wenn folgende Bedingung erfüllt wird:
{\displaystyle {\frac {AF}{FB}}={\frac {EA}{CE}}{\frac {DC}{BD}}}.“

Dies ist äquivalent mit der Aussage:
{\displaystyle {\frac {AF}{FB}}{\frac {BD}{DC}}{\frac {CE}{EA}}=1}

### Nachkommenschaft
Von Yusuf al-Mutaman ist ein Sohn bekannt, der ihm nach seinem Tod auf den Thron folgte:
- Ahmad II. regierte mit dem Ehrentitel al-Musta'in von 1085 bis zu seinem Ableben im Jahr 1110 als Emir von Saragossa.